# Skopska Crna Gora

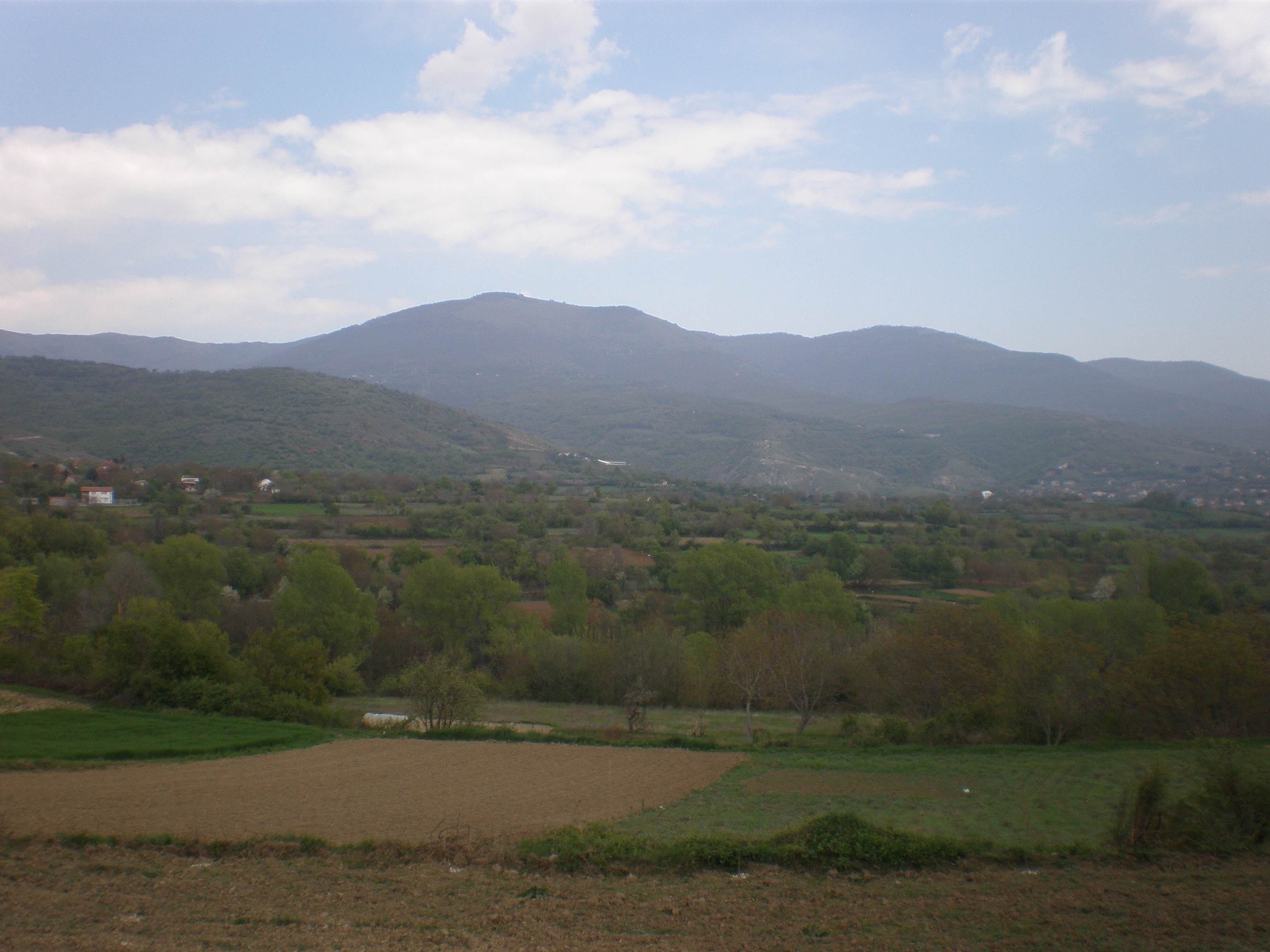
Pohled na vrcholky ze severomakedonské strany

Skopska Crna Gora (doslova Skopská Černá Hora; makedonsky v cyrilici Скопска Црна Гора, albánsky Mali i Zi/Malet e Karadakut) je pohoří, nacházející se na hranici Severní Makedonie a Kosova, mezi městy Skopje a Kačanik. Nejvyšším vrcholkem pohoří je Ramno (1651 m n. m.), dalšími vrcholy jsou Sokolovec a Dušanovec.
Obyvatelstvo, žijící v blízkosti kopců mluví tzv. černohorským dialektem makedonštiny, mnohem častěji však albánským jazykem. Místní obyvatelstvo je označováno v Severní Makedonii jako černohorci, nicméně ani název pohoří, ani místní region neodkazují na stát Černá Hora na pobřeží Jaderského moře.